# 二趾樹懶
二趾樹懶（學名：Choloepus didactylus）是披毛目樹懶亞目二趾樹懶科下的一種，與霍氏樹懶構成整個二趾樹懶屬及二趾樹懶科。生活於南美洲，包括委內瑞拉、圭亞那、巴西北部至亞馬遜河。
二趾樹懶是獨行俠，夜行性及草食性動物，主要棲息於雨林內。能夠游泳，因此可跨越河流及小溪。除了人類會威脅其存活外，大型猛禽也大可不費吹灰之力將其捕捉，如如冕鵰及角雕，貓科的虎貓也會襲擊牠們。

## 特征

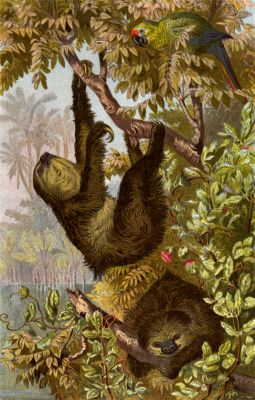
1883年素描

二趾樹懶被認為是世界上活動速度最慢的生物。體長為46～86公分，體重為4～8公斤，與一頭中型犬的大小接近。短頸（由6～7塊椎骨組成）。四肢等長，前肢各有兩根彎曲的趾爪，後肢則有三根趾爪。頭短而平，有一短而上翹的鼻，簡陋的耳朵及大眼。全身長棕灰色毛髮，並由腹部開始向背部生長，這與許多哺乳動物不同。這種毛髮的特點是每一小段上均有凹槽般的空隙能容下藻類，使二趾樹懶披上一身淺綠色，為其偽裝隱藏於樹林內提供了較佳的保護。
二趾樹懶的牙齒很小，沒有門齒及真的犬齒，簡單的臼齒會持續增長以應付反覆咀嚼葉片所造成的磨蝕。牠們也有已硬化的嘴唇以負責剪切葉片。
每只二趾樹懶身上有至少上百隻寄生蟲，牠們會在其大便上產卵，並透過進食樹懶身上其他的昆蟲、真菌及黴菌維生，形成了一個小生境。

## 繁殖
雌性約在3年後達到性成熟，雄性則要4至5年。在半年至九個月的懷孕期後誕下一只幼獸，出世時只有約25公分長及重約356克。牠們會緊緊依附在母親的腹部達5星期，直到有足夠的力氣可以攀爬後開始自力更生。有紀錄最長壽命為一只豢養的雌獸，壽命達36.8年。

## 习性

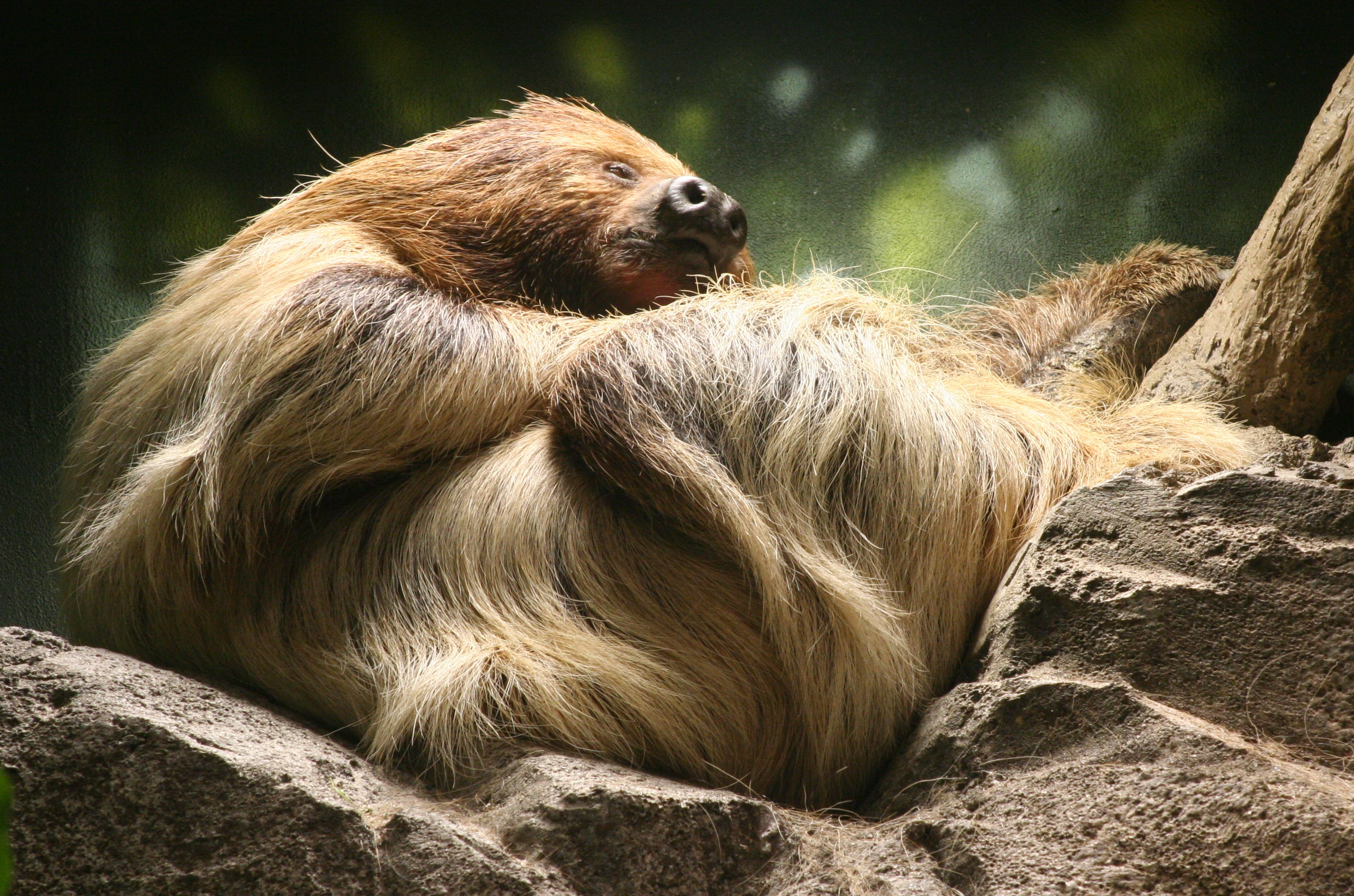
一頭正在休息的二趾樹懶

二趾樹懶移動緩慢而不慌不忙。不論是睡眠、進食、交配或產子，牠們一生中的大部分時間均倒吊在樹上度過，只有排便及要換一株新樹進食時牠們才會爬到地面，這時也是最危險的時間。代謝率低，一周才會排便一次；由於消化道短小，因此食物可留在其體內達一個月之外。在地上時移動力極弱，僅靠四肢拖行前進，在樹上則較靈活。二趾樹懶也是健泳者，流線形的身體及毛髮很能适应热带雨林气候。
夜行性，一天能睡上15小時，僅在晚上時才醒來進食。利用其中一邊的前肢抓取樹葉後放在口腔內進食。二趾樹懶能有效偽裝於濃密的森林內。常見其休息的姿勢為捲曲成小球狀於樹枝上或類似白蟻丘及樹結等地方。配以毛髮上的綠色使牠們不易被獵食者發現。雖然牠們也能用爪趾及牙齒去防禦，但由於性格溫馴，因此牠們更依賴偽裝所帶給牠們的保護。平時密不作聲，但偶爾也會在受刺激時發出嘶嘶聲及如低泣般的呻吟聲。
獨行性動物，雌性偶爾也會整群佔據同一株樹，而年輕的雄性多會繼承其父母親留下的地盤。

## 飲食習慣
主食為綠色植物，如傘樹科（cecropia）的物種。漿果、樹葉、幼枝、果實等也是其對象。有報導指其也吃小昆蟲等。不會直接喝水，但會透過進食植物時及舐朝露以補充水份。

## 外部連結
- （英文） 二趾樹懶的頭骨
- （英文） 二趾樹懶的詳盡介紹（页面存档备份，存于）